# 奧蘭治親王
奧蘭治親王（荷蘭語：Prins van Oranje）是一個與奧蘭治親王國有關的頭銜，最初為該國統治者所用。1713年《烏特列支條約》，約翰·威廉·弗里索以及其普魯士國王腓特烈一世在奧蘭治親王國割讓予法国以後，兩人及他們的後代皆不再享有原奧蘭治親王國的統治權，但依然保有此一頭銜。

## 簡介
1702年奥兰治亲王威廉三世逝世，約翰·威廉·弗里索以及其競爭者在普魯士的國王腓特烈一世爭奪此頭銜的繼承權，最後他們同意共享此頭銜。
約翰·威廉·弗里索的後人成為荷兰王国的君主，隨後該王國的男性王儲皆獲得「奧蘭治親王」頭銜。荷蘭在1983年確立不分性別的長嗣繼承制，因此女性王儲亦可擁有奧蘭治女親王（荷蘭語：Prinses van Oranje）的頭銜。現任荷蘭王儲嘉芙蓮娜-艾瑪莉亞是有關法案通過後首位奧蘭治女親王。
腓特烈一世的合法繼承人亦有使用「奧蘭治親王」稱號的權利。現任普魯士親王格奧爾格·腓特烈是這一支派的家族首領。

## 头衔持有人
卡塔里娜-艾瑪莉亞 (荷蘭女王儲)
格奧爾格·腓特烈 (普魯士親王)